# Шевченко Ігор Анатолійович (кінорежисер)
Ігор Анатолійович Шевченко (нар. 3 грудня 1961, Одеса) — радянський, український кінорежисер, сценарист.

## Життєпис
Народився 3 грудня 1961 року в Одесі. Закінчив Всесоюзний державний інститут кінематографії (1988).
Був до 1996 р. членом Спілки кінематографістів України.
Поставив кінокартини:
- «Зла казка» (1989, авт. сцен.)
- «Час перевертня» (1990)[1]
- «Нальот»/Налётъ (рос.) (1993)
- «Ворожка» (2007, 4 с.) тощо.

Виїхав з України[джерело?].